# Paškal Buconjić
Paškal Buconjić O.F.M. (Drinovci, 2. travnja 1834. – Mostar, 8. prosinca 1910.) bio je prelat Katoličke Crkve koji je služio kao biskup mostarsko-duvanjski od 1881. do 1910. i trajni apostolski upravitelj trebinjsko-mrkanski od 1890. do 1910. godine. Bio je kustod Hercegovačke franjevačke kustodije između 1874. i 1879. godine. Od 1880. do 1881. bio je apostolski vikar za Hercegovinu te naslovni biskup magedski.

## Životopis

### Mladost i školovanje
Paškal Buconjić rođen je u Drinovcima kod Gruda, a roditelji su mu bili Stjepan i Vida (rođ. Šimić). Buconjićeva obitelj potječe iz Ošljeg kod Stona; bili su poznati i kao Vodopići, a prezime im je na talijanski prevedeno kao Bevillacqua. Dio te obitelji preselio se u Neum gdje je rođen Buconjićev otac Stjepan. Nakon što je stupio u sukob s tamošnjim osmanskim namjesnikom, Stjepan je pobjegao u Mostar gdje je radio za neke ondašnje obitelji. Poslije je trgovao stokom i kupio zemlju u Drinovcima gdje se oženio Vidom Šimić. Imali su šest sinova i pet kćeri. Paškal je 16. kolovoza 1834. kršten kao Stjepan u Slivnom kamo su kršćani bili pobjegli zbog međumuslimanskog nasilja tijekom bosanskog ustanka.
U siječnju 1846. otac ga je odveo na školovanje kod franjevaca, kako bi postao jednim od njih, u Čerigaj gdje su se hercegovački franjevci preselili u pokušaju osnivanja vlastite kustodije i odvajanja od bosanske franjevačke provincije. Buconjić je u Čerigaju ostao do 1849. godine kada su franjevci izgradili prvo krilo samostana u Širokom Brijegu kamo se preselio s ostalom braćom. Buconjić je ušao u novicijat 13. listopada 1851. Nakon godinu dana u novicijatu položio je svečane zavjete pred kustodom Anđelom Kraljevićem 10. studenog 1852. i uzeo ime Paškal.

### Nastavak školovanja i profesura
Kraljevićevom odlukom Buconjić nastavlja školovanje u franjevačkoj školi u Ferrari, u to vrijeme pod nadzorom Austrijskog Carstva. Po završetku studija, Buconjić je tu zaređen za svećenika 21. prosinca 1856. Mladu misu slavio je na Božić. Dok je bio u Ferrari, pod utjecajem proaustrijskih hrvatskih vojnih časnika, Buconjić postaje pristaša hrvatske stvari i austrijske monarhije. Nakon završetka studija, Buconjić se želio vratiti u Hercegovinu, međutim, vodstvo Kustodije se usprotivilo njegovoj odluci i željeli su da postane predavač ili profesor. Čak se i general franjevačkog reda Bernardino Trionfetti umiješao da ga nagovori na ostanak.
Buconjić je 18. prosinca 1858. položio profesorski ispit u Bologni, gdje je raspravljao o naravnom pravu i dobio najviše ocjene. Kada je Trionfetti vidio njegove ocjene, pozvao je Buconjića u Rim da predaje na Antonianumu, gdje je Buconjić imenovan profesorom 8. lipnja 1860. Dok je predavao u Rimu, Buconjić se povezao s članovima Papinskog hrvatskog zavoda sv. Jeronima. Posebno je prijateljevao s pitomcem Germanicuma et Hungaricuma Josipom Stadlerom i kardinalom Alessandrom Barnabòm, prefektom Svete kongregacije za širenje vjere, što će utjecati na njegov kasniji život i pomoći mu da postane biskup. Buconjić se također sprijateljio s hrvatskim domoljubom i revolucionarom Eugenom Kvaternikom te je bio pod utjecajem njegovih ideja o kojima je razgovarao sa Stadlerom. Također je u Rimu sklopio prijateljstvo s Franjom Račkim i Mencijem Clementom Crnčićem.
Buconjićevi nacrti predavanja tijekom njegova mandata nisu sačuvani. Njegov govor iz rimskih dana koji je održao u Papinskom hrvatskom zavodu svetog Jeronima objavljen je 1863. pod naslovom „Govor prigodom tisućljetnog slavovanja ss. slavjanskih apostolah Cirila i Metoda”.
Nakon smrti Rafaela Barišića, apostolskog vikara hercegovačkog, 14. kolovoza 1863., brojni su u mladom Buconjiću vidjeli njegovog nasljednika. No, Buconjić je takvu mogućnost odbacio. Nakon što su bosanski franjevci pokušali zauzeti upražnjeno mjesto jednim od svojih članova i tako povratiti Hercegovačku kustodiju, Buconjić ih je u tome spriječio. Posjetio je papu Pija IX. u njegovoj rezidenciji u Castel Gandolfu i zamolio ga da za apostolskog vikara imenuje nekoga od hercegovačkih franjevaca. Papa je zatim imenovao Anđela Kraljevića naslovnim biskupom Motelle i apostolskim vikarom Hercegovine.

### Kustod Hercegovačke franjevačke kustodije
Nakon nekoliko zahtjeva za povratak u Hercegovinu, Buconjićeve molbe su prihvaćene. Predavao je u Rimu do 20. prosinca 1866., kada se vratio u Franjevački samostan u Širokom Brijegu radi podučavanja dogme i morala. Godine 1871. stekao je najviši franjevački akademski naslov jubilarnog lektora (lat. Lector jubilatus). Uprava kustodije odlučila je već 1865. godine osnovati nove župe, među kojima i onu u Buconjićevom rodnom selu Drinovcima. Buconjić im je pomogao da nađu sredstva za gradnju novog župnog stana. Godine 1871. Drinovci su isprva postali kapelanija, dok je Buconjić imenovan njezinim kapelanom, a 1873. godine Drinovci su uzdignuti na status župe, s Buconjićem kao prvim župnikom. Dok je bio u Drinovcima, Buconjić je završio gradnju župne rezidencije te je kao biskup pomogao gradnju župne crkve. Dana 31. svibnja 1874. izabran je za kustoda (čuvodržavnika) Hercegovačke franjevačke kustodije na trogodišnji mandat.

#### Hercegovački ustanak
U travnju 1875., za vrijeme previranja između kršćana i osmanske vlasti u Hercegovini, austrougarski car Franjo Josip posjetio je susjednu Dalmaciju, gdje je 24. travnja primio dva franjevačka izaslanstva u Imotskom i sutradan u Vrgorcu. Buconjić je predvodio izaslanstvo devetorice franjevaca u Imotskom i uručio caru memorandum o nedaćama kršćana u Hercegovini. Tom prilikom car ga je odlikovao Zapovjedničkim križem sa zvijezdom (Komendom) Reda Franje Josipa. Osmanske vlasti to su doživjele kao čin izdaje, a fra Petar Bakula je saznao za njihovu namjeru da ubiju Buconjića i još dvojicu fratara, Anđela Ćurića i Lovru Karaulu. Buconjić je postao sumnjiv osmanskim vlastima i zbog sigurnosti je odlučio preseliti svoju rezidenciju iz Širokog Brijega u Franjevački samostan na Humcu kod Ljubuškog, kako bi bio bliže Dalmaciji za mogući bijeg. Karaula je na kraju ubijen 20. srpnja 1875. godine.
U lipnju 1875. kršćani su digli Hercegovački ustanak. Prvi su se pobunili katolici Gabele, predvođeni don Ivanom Musićem, koji je bio Kraljevićev nećak. Osmanske vlasti su tražile od Kraljevića da im pomogne u smirivanju pobunjenika, ali ta je ponuda propala i osmanske vlasti su dopuštale stranim silama da pronađu mirno rješenje. Predstavnici Ujedinjenog Kraljevstva, Njemačke, Rusije, Austro-Ugarske, Italije i Francuske su stigli u Mostar. Buconjić je izdao knjižicu na talijanskom jeziku „Kratak osvrt na glavne uzroke ustanka kršćanskih naroda u Hercegovini” i dao je šestorici stranih konzula. U ovoj knjižici Buconjić navodi da su visoki porezi glavni čimbenik ustanka.
Dana 30. lipnja 1876. Kneževina Srbija i Kneževina Crna Gora objavile su rat Osmanskom Carstvu, tražeći pripajanje Bosne Srbiji i Hercegovine Crnoj Gori. Nakon što su utvrdili da su Srbija i Crna Gora zatražile aneksiju ovih krajeva, Kraljević i Buconjić su u srpnju 1876. pisali austrougarskim vlastima tražeći od njih da to ne dopuste, navodeći da Bosnu i Hercegovinu treba pripojiti Austro-Ugarska, s kojom su katolici povezani njihovom „povijesnom prošlosti i mnogim drugim moralnim i materijalnim interesima”. Austrougarska javnost i vlasti primile su ovaj prosvjed vrlo pozitivno. I hercegovački franjevci, predvođeni Kraljevićem, uputili su dopis osmanskoj vladi žestoko se protiveći tom zahtjevu. Kraljević i Buconjić pomogli su smirivanju katolika koji su sudjelovali u ustanku jer je katoličko vodstvo na nemire u Hercegovini gledalo kao na potencijalnu borbu za pripajanje ovih krajeva Srbiji, odnosno Crnoj Gori. Bili su uspješni u svojoj misiji; 19. veljače 1877. Kraljević je izvijestio Propagandu u Rimu da katolici Hercegovine uživaju „mir i spokoj”. U međuvremenu se ustanak proširio na cijelu Bosnu i Hercegovinu i kulminirao Rusko-turskim ratom koji je završio Sanstefanskim mirom iz 1878.
Dok je Buconjić bio kustod teološka nastava i novicijat prebačeni su iz Širokog Brijega na Humac. 1. rujna 1875. Buconjić traži od generalnog ministra Franjevačkog reda da sjemenište proglasi samostanom, što je i odobreno 5. ožujka 1876. Dekret je u Hercegovinu stigao tek mjesec dana kasnije, 19. travnja 1876. kada je proglašen hercegovačkim franjevcima.

#### Sukob s biskupom Kraljevićem
Hercegovački franjevci bili su u lošim odnosima s biskupom Kraljevićem, tvrdeći da im nije dao dovoljno prikupljenih milodara za izgradnju samostana na Humcu. Sukob između biskupa i franjevaca dosegao je vrhunac za Buconjićeva upravljanja Kustodijom jer su franjevci nadzirali sve župe u Hercegovini, dok je biskup, iako je i sam bio franjevac, želio imati dijecezansko svećenstvo na raspolaganju. Anonimno pismo poslano je caru Franji Josipu u kojem se tvrdi da biskup daje donacije Osmanlijama koje mu je poslala Austro-Ugarska te ga se optužuje da je turkofil. Franjevačka kustodija se ogradila od ovog pisma.
Kraljević je u veljači 1877. tražio od Propagande da pošalje apostolskog vizitatora u Hercegovinu te je optužio Buconjića za zanemarivanje župa, a hercegovačke franjevce za nasilno tjeranje vjernika na plaćanje za uzdržavanje za vrijeme uskrsne pričesti. Kongregacija je imenovala biskupa Kazimira Forlanija apostolskim vizitatorom; u Mostar je stigao u veljači sljedeće godine. Forlani je završio svoje izvješće u svibnju 1878.; savjetovao je biskupu da postupi u dogovoru s franjevcima, da bilježi prihode i rashode te da pomogne izgradnju samostana na Humcu. Pitanje župa ostalo je neriješeno.

#### Austrougarska uprava
Austro-Ugarska i Ujedinjeno Kraljevstvo bile su nezadovoljne Sanstefanskim ugovorom i ustrajali su da se o novim teritorijalnim organizacijama na Balkanu razgovara na međunarodnoj razini. Sanstefanski ugovor revidiran je na Berlinskom kongresu održanom 13. srpnja 1878. godine. Uz pomoć Ujedinjenog Kraljevstva i Njemačke Austro-Ugarska je dobila mandat da zaposjedne Bosnu i Hercegovinu.
Kada je 31. kolovoza 1878. austrougarski general Stjepan Jovanović preko Vrgorca ušao u Hercegovinu kako bi oslobodio područje, Buconjić ga je primio u humačkom samostanu i pomogao mu da bez otpora uđe u Ljubuški i ostatak Zapadne Hercegovine. Nedugo zatim, Buconjić šalje brzojav caru Franji Josipu u kojem izražava nadu u ujedinjenje Bosne i Hercegovine s Hrvatskom. Buconjić je također bio član bosanskohercegovačke delegacije koja je otišla u Budimpeštu na poklonjenje pred carem, uručujući mu memorandume čiji je autor Buconjić.
S austrougarskom upravom, Hercegovačka franjevačka kustodija bilježi pad financijskih prihoda. Prestali su primati novčane donacije od austrougarskog cara koje je on slao za vrijeme osmanske okupacije, a nove vlasti su im oduzele i sve privilegije koje su im dali Osmanlije, uključujući i oslobađanje od plaćanja poreza. Budući da se više nisu smatrali misionarima, franjevci su prestali primati donacije raznih društava, posebice onih iz Lionskog dobrotvornog društva.
Dok je biskup Forlani još bio u službenoj vizitaciji, Buconjiću je mandat bio pri kraju. General Franjevačkog reda savjetovao je da se novo vodstvo ne bira do kraja vizitacije; zamolio je Forlanija da napravi popis prikladnih kandidata i poslao ga Propagandi u Rim. Forlani je za kustoda predložio Marijana Zovku, što je Propaganda odobrila 20. lipnja 1879. godine. Buconjić je 4. kolovoza pročitao odluku Propagande; po primitku vijesti, Zovko je odbio imenovanje zbog bolesti. Zovkina je ostavka odbijena i on je protiv svoje volje imenovan kustodom. Nova uprava imenovala je Buconjića gvardijanom humačkog samostana 18. kolovoza 1879. godine.

### Apostolski vikar za Hercegovinu
Apostolski vikar za Hercegovinu biskup Anđeo Kraljević preminuo je 27. srpnja 1879. za vrijeme krizmenog pohoda u Konjic. Hercegovački franjevci izabrali su Buconjića za svog nasljednika. Zbog njegove odanosti Austro-Ugarskoj, austrougarske su vlasti zagovarale da Buconjić naslijedi biskupa Kraljevića uz preporuku bosanskog apostolskog vikara biskupa Paškala Vujičića. Njegovo imenovanje odobrili su i austrougarska vlada, kao i apostolski nuncij u Austro-Ugarskoj Domenico Jacobini. Papa Lav XIII. odobrio je Buconjićevo imenovanje i 30. siječnja 1880. donio dva dekreta o imenovanju Buconjića apostolskim vikarom i naslovnim biskupom magedskim. Kako bi ojačao vezu između Hercegovine i Hrvatske, Buconjić je odabrao Zagreb za mjesto svoga biskupskog posvećenja. Buconjića je za biskupa posvetio zagrebački nadbiskup kardinal Josip Mihalović u Zagrebu 19. ožujka 1880., nakon čega je Buconjić posjetio cara u Beču i papu u Rimu. Buconjić je konačno postavljen za apostolskog vikara 25. travnja 1880. Za biskupsko geslo je uzeo „Sve za vjeru i za domovinu”.
Buconjićev izbor da bude posvećen od zagrebačkog nadbiskupa, a ne od nekih susjednih biskupa, omogućilo je da se u Hercegovini eliminira dominacija bosanskih franjevaca koji su je zajedno s đakovačkim biskupom Josipom Jurjem Strossmayerom pokušavali kontrolirati. Strossmayer, koji je nosio i tradicionalni naslov biskupa bosanskog, pokušao je pod svoju jurisdikciju uzeti cijelu Bosnu i Hercegovinu. Nakon austrougarskog zaposjedanja Bosne i Hercegovine 1878. godine, postale su sve veće mogućnosti da Buconjić postane rezidencijalni biskup obnovom redovite crkvene hijerarhije, za razliku od Paškala Vujičića.
U ožujku 1880. kardinal Mihalović i Buconjić razgovarali su o uređenju Crkve u Bosni i Hercegovini. Početkom iste godine u Beču se Buconjić susreo s kardinalom Jacobinijem, koji je kasnije konzultirao Mihalovića o uređenju Crkve u Bosni i Hercegovini.

### Biskup mostarsko-duvanjski
Nakon austrougarskog zaposjedanja Bosne i Hercegovine 1878. godine i potpisivanja Konvencije između Austro-Ugarske i Svete Stolice 8. lipnja 1881., stvoreni su uvjeti za biskupska imenovanja. Prema Konvenciji, car je imao isključivo pravo imenovati biskupe na svojim teritorijima. Od 5. srpnja 1881. papa Lav XIII. apostolskom bulom „Ex hac augusta” obnovio je redovitu crkvenu hijerarhiju u Bosni i Hercegovini. Papa je osnovao Vrhbosansku nadbiskupiju sa sjedištem u Sarajevu i podredio joj novoosnovanu Banjalučku biskupiju, već postojeću Trebinjsko-mrkansku biskupiju, koja je bila pod apostolskom upravom dubrovačkog biskupa, te Mostarsko-duvanjsku biskupiju. Mostarsko-duvanjska biskupija obuhvaćala je teritorij Hercegovačkog apostolskog vikarijata koji je bio dokinut.
Zbog prijašnjeg proaustrijskog stava, ministar financija József Szlávy predložio je caru Buconjića za mostarsko-duvanjskog biskupa, na što je ovaj i pristao te ga je imenovao novim rezidencijalnim biskupom 9. listopada 1881. godine. Carsko imenovanje poslano je u Rim na službenu potvrdu, a papa Lav XIII. potvrdio je imenovanje 18. studenoga 1881. razriješivši Buconjića dotadašnjeg naslova biskupa Magydusa. Buconjić je ustoličen 30. travnja 1882. godine.
Buconjić je kao biskup više favorizirao Franjevačku kustodiju nego svoju biskupiju. Raznim ograničenjima broja pripravnika (numerus clausus) priječio je razvoj biskupijskoga svećenstva u hercegovačkim biskupijama, iako je na raspolaganju imao dva sjemeništa za njihov odgoj (u Travniku i u Sarajevu). Tako je u više navrata Ravnateljstvo sjemeništa u Travniku slalo zamolbe biskupu da pošalje određene kandidate u sjemenište, što bi inače trebala biti biskupova briga. Za vrijeme Buconjićeva biskupovanja zaređeno je samo pet dijecezanskih svećenika u odnosu na ređenje preko 70 franjevaca.
Buconjić je dio biskupijske imovine ustupio Kustodiji. Također je pristao da biskupijska katedrala postane franjevačka samostanska crkva, dok je nova katedrala trebala biti izgrađena uz pomoć carske vlade. Buconjić je o tome obavijestio Propagandu 14. svibnja 1885. godine. Odobrio je gradnju Franjevačkog samostana u blizini prenamijenjene katedrale 30. travnja 1886. godine. Buconjić je posvetio kamen temeljac Franjevačkog samostana, koji je sagrađen na mjestu nekadašnje župne rezidencije 19. ožujka 1889. Za novu katedralnu crkvu je kupio zemljište u mostarskoj četvrti Rondo. Zemljište za novu katedralu je kasnije stavljeno pod založno pravo u korist Hercegovačke franjevačke kustodije zbog duga; u to vrijeme Buconjić je bio prikovan za krevet. Katedrala nikada nije sagrađena, a posudbu su kasnije oduzele jugoslavenske komunističke vlasti, koje su na njenom mjestu sagradile Dom kulture.
Nakon austrougarskog zaposjedanja 1878. godine brojni muslimani, od kojih je biskup Buconjić otkupio posjede oko Nevesinja i Bijelog Polja, napustili su zemlju. Buconjić je pomogao Hrvatima katolicima iz okolice Ljubuškog i Mostara, gdje su bili prenaseljeni, da se tu nasele. Pomogao je i brojnim rođacima da se presele u blizinu Nevesinja. Vlasti su opstruirale ove unutarnje migracije i poticale migracije izvan Bosne i Hercegovine.
Buconjić je pomogao u osnivanju visokog obrazovanja u Mostaru, pomažući osnivanju Franjevačkog bogoslovnog sjemeništa pri Franjevačkom samostanu u Mostaru. Službeno je otvorio sjemenište 7. listopada 1895. godine. Osnivanjem Bogoslovnog sjemeništa, Hercegovačka franjevačka kustodija osigurala je školovanje svojih pitomaca.
Buconjić je od 1905. do 1909. godine sagradio Biskupski ordinarijat na Glavici u Mostaru i uselio se u njega 24. ožujka 1909. godine. Buconjić je 1899. doveo časne sestre franjevke iz Maribora u Mostar. Iste godine je sagradio sirotište u Bijelom Polju, kojim su one upravljale te im je kupio i zemljište u Nevesinju. Buconjić je želio da se sestre franjevke posvete odgoju siromašne ženske djece. Sestrama milosrdnicama, koje su već bile prisutne u Hercegovini kada je Buconjić postao biskup, dao je kuću i dvorište u Ljubuškom.
Buconjić je imao vodeću ulogu u hrvatskom narodnom pokretu u Bosni i Hercegovini, gdje su nove austrougarske vlasti zabranile korištenje hrvatskog i srpskog imena. Buconjić je bio pokrovitelj narodnog glazbeno-pjevačkog društva koje su Mostarci osnovali 1889. godine, koje je okupljalo mladež i imalo za cilj promicanje hrvatske narodne svijesti. Za Buconjićeve vladavine osnovan je Glas Hercegovca, politički časopis, koji su podržavali Buconjić i hercegovački franjevci. Izlaženje Glasa Hercegovca zbog teškoća je prestalo 1896. godine. Franjevci su sljedeće godine osnovali Hrvatsku dioničku tiskaru u Mostaru koja je izdavala Osvit, još jedan politički časopis kojeg je podržavao Buconjić. No, i ovaj je časopis nakon deset godina prestao izlaziti.
Buconjić je bio jedan od začetnika osnivanja društva za pomoć siromašnim hrvatskim studentima 1897. godine. Provincijal Augustin Zubac i drugi uputili su Vladi u siječnju 1902. zahtjev da se dopusti osnivanje takvog društva, što je vlada odobrila 5. srpnja iste godine. Osnivačka sjednica „Hrvatskog potpornog društva za siromašne đake i naučnike” održana je 14. rujna 1902. godine, a Buconjić je imenovan za pokrovitelja. „Hrvatsko društvo za podršku...” preraslo je kasnije u HKD Napredak.

#### Upravna organizacija
Buconjić je 10. svibnja 1883. godine Mostarsko-duvanjsku biskupiju podijelio na pet dekanata – Mostarski, Ljubuški, Bekijski, Duvanjski i Širokobriješki. Osnovao je i nekoliko župa – Vinicu 7. svibnja 1885., Posuški Gradac 28. travnja 1887., Tihaljinu 19. svibnja 1889., Međugorje 1. svibnja 1892. i Nevesinje 1899. Za župnika u Nevesinju imenovao je dijecezanskog svećenika Marijana Kelavu i sagradio župni stan i crkvu. Godine 1908. osniva župu Studenci.
Glavno pitanje za vrijeme Buconjićeva biskupovanja bila je podjela župa između dijecezanskog svećenstva i franjevaca, koji preko Rima nastojali potvrditi svoju prevlast u Hercegovini. Iako je papinska bula „Ex hac augusta” ukinula povlastice koje su franjevci uživali u svom misionarskom radu, ipak su željeli zadržati sve župe u biskupiji. Franjevci su bili uvjereni da Buconjić, koji je i sam bio franjevac, neće smetati njihovom posjedu župa. No, u prosincu 1881. kustod Zovko pisao je generalu Reda o župama u Hercegovini. General je pitao Zovku o pravu posjeda tih župa, na što je Zovko u veljači 1882. odgovorio da su franjevci te župe osnovali i kontrolirali i stoga nad njima imali pokroviteljstvo. Tog prosinca Zovko je ponovno pitao generala o situaciji sa župama u Hercegovini; general je odgovorio da se hercegovački franjevci nemaju čega bojati budući da je Buconjić volio Franjevačku kustodiju. Buconjić je generalu potvrdio da franjevcima neće oduzimati župe, već će novoosnovane župe zadržati za biskupiju.
Novi kustod Luka Begić, koji je izabran u svibnju 1883., zabrinuo se da bi položaj franjevaca mogao biti ugrožen, pa makar i ako bi biskupija kontrolirala samo novoosnovane župe, te je inzistirao da i te župe pripadnu Franjevačkoj kustodiji. Begić je s Buconjićem razgovarao o tom pitanju; Buconjić je udovoljio njegovoj zabrinutosti i složio se da novoosnovane župe pripadnu Kustodiji. Begić je obavijestio generala o sporazumu u srpnju 1883.; na pismo nije dobio odgovor pa je ponovno pisao u ožujku 1885., kada je Buconjić trebao posjetiti Rim i riješiti to pitanje. U svibnju je odgovorio generalov zamjenik Andrea Lupori tražeći od Buconjića da sa sobom ponese ugovor o župama koje je potpisao s definitorima Kustodije.
Kustodija je odlučila da Begić slijedi Buconjića u Rim s naputkom da franjevci zadrže župe zapadno od rijeke Neretve, a da biskup raspolaže s onima na istočnoj obali; u slučaju da se to ne bi prihvatilo, Begić je dobio instrukciju da popusti „što manje”. Buconjić i Begić stigli su u Rim 12. svibnja 1885. Propaganda je zaprimila Begićev zahtjev u lipnju 1885. i o tome su obavijestili Državno tajništvo. Državni tajnik kardinal Luigi Jacobini pitao je nuncija kardinala Serafina Vannutellija u Beču da pita Buconjića o župama koje su franjevci trebali zadržati i onima koje su mu bile na raspolaganju. U prosincu 1885. Vannutelli je Buconjića pitao slaže li se s Begićevim prijedlogom ili da napiše koje župe franjevci trebaju zadržati, a koje mu trebaju biti na raspolaganju. U siječnju 1886. Buconjić je obavijestio Vannutellija da neće uzeti župe franjevcima.
Dobivši Buconjićev odgovor, Vannutelli je obavijestio Jacobinija da se sporazum između franjevaca i Buconjića ne treba potvrditi i da se župe podijele kao u Bosni, gdje je situacija ista kao u Hercegovini. Vannutelli je predložio da barem jedna trećina župa bude na raspolaganju biskupu, ali budući da je i sam Buconjić bio franjevac, Vannutelli je smatrao da je nemoguće donijeti novo rješenje i da se hercegovački kustod treba obavijestiti da Rim ne želi donositi bilo kakve nove uredbe jer je vladao sklad između biskupa i fratara. Jacobini je prihvatio Vannutellijev stav. Tako je Rim to pitanje držao neriješenim. Fra Lujo Radoš bezuspješno je urgirao kod Kongregacije za izvanredne crkvene poslove u ožujku 1888. Lupori je savjetovao fra Nikoli Šimoviću da nunciju u Beču objasni stav franjevaca po tom pitanju i da pokuša dobiti potvrdu za njihov prijedlog. Krajem listopada 1889. posjetio je nuncija koji mu je rekao da će pokušati riješiti stvar u interesu franjevaca. Nakon povratka u Mostar Šimović je ponovno pisao nunciju podsjećajući ga na Radošev prijedlog iz 1888. godine. Nuncij je odgovorio u prosincu 1889. obećavši da će takav prijedlog podržati. Problem je, međutim, godinama ostao neriješen.
Godine 1892. Hercegovačka franjevačka kustodija uzdignuta je na razinu provincije. Nakon što je Begić 1898. izabran za provincijala, pokušao je posredovati u bilo kojem dogovoru, umjesto da zadrži nesigurni status quo. Buconjić je nakon Uskrsa 1899. trebao posjetiti Rim, što je Begić vidio kao priliku da se riješi pitanje župa. Kustod Rafael Radoš trebao se pridružiti Buconjiću u Rimu, ali je umro u ožujku 1899. U travnju te godine Begić je pisao generalu Reda da zastupa Franjevačku provinciju u Hercegovini. Buconjić je o tome razgovarao s Begićem; obojica su željeli sačuvati snažnu franjevačku prisutnost u Mostarsko-duvanjskoj biskupiji. Buconjić je predložio da 25 župa pripadne franjevcima, dok bi biskupu na raspolaganju bilo 12 župa. Buconjić je predložio i osnivanje dodatnih 12 župa koje bi pripale biskupu na raspolaganju.
Papa Lav XIII. potvrdio je Deciziju 17. srpnja 1899.; Dijecezanskom svećenstvu dodijeljeno je 14 župa, dok su ostale prepuštene franjevcima. Buconjić je odgodio objavu papine odluke do 1908.; i Buconjić i franjevci nisu bili zadovoljni odlukom. Početak ove publikacije navodi; „Smatrali smo zgodnim staviti pred oči svećenicima naših dijeceza, osobito mlađim, umnožene primjerke svečane Decizije s obzirom na župe koje su ustanovljene ili koje bi trebalo ustanoviti. A ova Decizija mora ostati čvrsta i stalna da bi se izbjegla bilo kakva razilaženja i promjenljivost želja”. Također je tražio i dobio dopuštenje od Svete Stolice da pojedine župe određene za dijecezansko svećenstvo i dalje povjerava franjevcima zbog nedostatka biskupijskih svećenika. S vremenom Decisia nije ostala „ni čvrsta ni stalna”, a „razilaženja i promjenljivost želja” nisu izbjegnuti. Buconjićeva oporuka o podjeli župa nije poštovana.

### Apostolski upravitelj trebinjsko-mrkanski
Trebinjsko-mrkanska biskupija teško je stradala u Hercegovačkom ustanku od 1875. do 1877.; brojni katolici i svećenici izbjegli su sa tih područja, a kuće i crkve su im uništene. U to vrijeme Trebinjsko-mrkanskom biskupijom je upravljao dubrovački biskup. Nakon austrougarskog zaposjedanja situacija se popravila i izbjeglice su se vratile svojim kućama. Crkve i škole su obnovljene i podignute, a broj katolika na tom području se povećao.
Tijekom razgovora o ustrojstvu Crkve u Bosni i Hercegovini guverner Kraljevine Dalmacije general Gabrijel Rodić i dubrovački biskup Ivan Zaffron usprotivili su se ideji da se Trebinjsko-mrkanska biskupija izuzme od dubrovačkog biskupa, ali katoličko stanovništvo i kler htjeli su svog biskupa. Zaffron je kasnije podržao inicijativu i predložio apostolskog vikara Egipta biskupa Ljudevita Ćurčiju za novog trebinjsko-mrkanskog biskupa. Austrougarska vlada, međutim, nije mogla udovoljiti tim zahtjevima zbog financijskih obveza i obzira prema pravoslavcima. Vlast nije mogla dopustiti da katolici, kojih je bilo manje, imaju više biskupa nego pravoslavni pa su Konvencijom iz 1881. pristali da se Trebinjsko-mrkanska biskupija prepusti upravi dubrovačkog biskupa.
Trebinjsko-mrkanski katolici postali su frustrirani nedostatkom materijalne pomoći nove vlasti i neaktivnošću novog dubrovačkog biskupa Mate Vodopića. Buconjić je sustavno uzurpirao sjeverne i sjeveroistočne dijelove Trebinjsko-mrkanske biskupije za svoju Mostarsko-duvanjsku biskupiju. Prema buli „Ex hac augusta”, granice Mostarsko-duvanjske biskupije stizale su do Novog Pazara, dok je sjeverna granica između Mostarsko-duvanjske i Trebinjsko-mrkanske biskupije ostala nejasna.
Provikar za Trebinjsko-mrkansku biskupiju Lazar Lazarević pisao je 11. lipnja 1887. Propagandi u Rimu tražeći ponovno imenovanje novog biskupa i zaštitu katolika od nove vlasti. Sredinom 1887. Lazarević je pisao i austrougarskoj vladi u Sarajevu o Buconjićevom prodoru u Trebinjsko-mrkansku biskupiju, ali njegova molba nije naišla na pozitivan odgovor. Lazarević je također upozorio Vodopića na njegove dužnosti apostolskog upravitelja, ali Vodopić je pokazao malo zanimanja.
Pročelnik Propagande kardinal Giovanni Simeoni zamolio je državnog tajnika kardinala Mariana Rampollu da pomogne u poboljšanju položaja katolika u Trebinjsko-mrkanskoj biskupiji. Rampolla je obavijestio papu o situaciji; papa je zatražio nove pregovore s austrougarskom vladom. Kardinal Luigi Galimberti, novi nuncij u Beču, započeo je pregovore s ministrom vanjskih poslova grofom Gustavom Kálnokyjem i pokazao mu Rampollino pismo. Kálnoky je o situaciji obavijestio ministra financija Benjamina Kállaya te je u lipnju 1888. Kállay je naredio istragu o pretenzijama Buconjića na Trebinjsko-mrkansku biskupiju. I Buconjićev prethodnik apostolski vikar Barišić zatražio je još 1846. da mu se podredi Trebinjsko-mrkanska biskupija.
Trebinjsko-mrkansko svećenstvo je 5. rujna 1888. ponovno zatražilo od nuncija Galimbertija novog biskupa i da biskup Buconjić poštuje granice Trebinjsko-mrkanske biskupije utvrđene bulom „Ex hac augusta” iz 1881. godine. Austrougarska vlada u Sarajevu i Zajedničko ministarstvo financija iznijeli su 17. lipnja 1889. Galimbertiju svoj prijedlog u kojem su predložili mostarsko-duvanjskom biskupu da upravlja Trebinjsko-mrkanskom biskupijom. Austrougarska vlada je također tražila da mostarsko-duvanjski biskup, iako samo apostolski upravitelj, ima redovitu nadležnost u Trebinjsko-mrkanskoj biskupiji i da može imenovati franjevce na svećeničke dužnosti. Kardinali Simeoni i Rampolla složili su se s prvim prijedlogom, ali su odbili ostale. Austrougarska vlada je obaviještena o svojoj odluci 23. rujna 1889. godine. Dana 16. lipnja 1890. Propaganda je dekretom odredila da će mostarsko-duvanjski biskup upravljati Trebinjsko-mrkanskom biskupijom, a papa je tu odluku potvrdio 8. srpnja iste godine. Novim dekretom Buconjićeva nadležnost proširena je na cijelu Hercegovinu.
Buconjić je 1885. godine predložio Svetoj Stolici promjenu granica bosanskohercegovačkih biskupija. Buconjić i druga dva bosanskohercegovačka biskupa, Stadler i banjalučki apostolski administrator Marijan Marković, predložili su promjene Državnom tajništvu Svete Stolice. Prijedlog je 10. veljače 1891. iznesen papi Lavu XIII., koji ga je odobrio. Tajnik Kongregacije za izvanredne crkvene poslove Domenico Ferrata poslao je prijedlog Propagandi 18. veljače 1891. godine. Propaganda je 24. ožujka 1891. dala prijedlog dekretom kojim je promijenjena granica između Mostarsko-duvanjske biskupije i Trebinjsko-mrkanske biskupije, što je Papa potvrdio 24. ožujka 1891.

### Smrt
Posljednjih godina života Buconjić je često bio bolestan. Iako je podignuta nova biskupska rezidencija, Buconjić se odbija preseliti i živi u staroj rezidenciji u Vukodolu. Buconjićev tajnik fra Radoslav Glavaš iskoristio je njegovo slabo stanje da ostane na vlasti te ga je držao neobaviještenim i time pod kontrolom i ovisnošću. Glavaš je financijska sredstva biskupije usmjerio u Hercegovačku franjevačku provinciju te se u biskupijama nisu mogli očekivati odlučni koraci. Primijetio je to i vrhbosanski nadbiskup Josip Stadler, koji je, s ciljem poboljšanja stanja u biskupijama, zatražio od Rima da imenuje svog pomoćnog biskupa Ivana Šarića kao biskupa koadjutora mostarsko-duvanjskog s pravom nasljedstva.
Buconjić je prijedloge za biskupskog koadjutora doživljavao kao vlastitu smjenu i odlučno im se protivio. Buconjićev stav toliko je naljutio starije hercegovačke franjevce da se novi provincijal Begić predložio za biskupskog koadjutora za vrijeme boravka cara Franje Josipa u Mostaru 3. lipnja 1910. Buconjić, saznavši za namjere vlada u Sarajevu i Beču i Begićev prijedlog caru, pisao je papi Piju X. i predložio Franu Lulića, dalmatinskog franjevca te dva hercegovačka franjevca Špiru Špirića i Davida Nevistića, kao kandidate za njegovog nasljednika. Buconjić se razočarao u hercegovačke franjevce, koji su njegov prvi odabir, Dalmatinca Lulića, doživjeli kao uvredu. Nakon upozorenja da samo car imao pravo imenovanja, a papa potvrde, Buconjić je iste kandidate predložio Franji Josipu i zatražio od njega imenovanje biskupa koadjutora.
Novi zajednički ministar financija Stephan Burián von Rajecz nije podržao imenovanje klera koji nisu bili bliski promađarski raspoloženi te se time nije složio sa Stadlerovim prijedlogom da se Šarića imenuje biskupom koadjutorom. Vlast je podržavala franjevce, a Šarić je nediplomatski objasnio vladi u Beču da ga treba imenovati jer među hercegovačkim franjevcima nema dobrih kandidata. Burián je naredio da se među bosanskim franjevcima nađe kandidat za Buconjićevu zamjenu. Utjecajni članovi austrougarske vlade u Sarajevu zaključili su da bi Alojzije Mišić, bivši mađarski student i osoba od povjerenja promađarskih članova vlade u Sarajevu, trebao biti novi biskup u Mostaru. Vlada u Sarajevu je 19. veljače 1910. Mišića predložila za biskupa koadjutora, ali je vlada u Beču tu odluku odgodila za nekoliko mjeseci zbog priprema za carski pohod Bosni i Hercegovini.
Vlada u Sarajevu smatrala je Lulića nepodobnim jer je živio u Rimu te da kao Dalmatinac ne bi mogao shvatiti mentalitet hercegovačkog puka. Austrougarska vlast odbijala je svakog predloženog od Rima tko nije prihvaćao liberalnu politiku monarhije – jozefinizam. Vlada u Sarajevu smatrala je Mišića kvalificiranijim od druga dva kandidata. Vlada u Beču obavijestila je Rim o svojoj namjeri da imenuje Mišića za biskupa koadjutora, no Rim je balansirao između prijedloga austrougarskih vlasti i Buconjića te je odlučio pričekati Buconjićevu smrt kako bi riješio to pitanje.
Buconjić umire u Mostaru 8. prosinca 1910. na svetkovinu Bezgrješnog Začeća BDM te je pokopan u gradskoj crkvi Svetog Petra i Pavla, pred oltarom sv. Ante Padovanskog. Iznad njegova groba postavljena je spomen-ploča, a na zidu mramorno poprsje u reljefu, koje je napravio hrvatski kipar Ivana Rendića. Sprovodne obrede vodio je vrhbosanski nadbiskup Josip Stadler uz asistenciju fra Alojzija Mišića i don Anđelka Glavinića, nadžupnika u Trebinju.
Tijekom rata u Bosni i Hercegovini 1992. godine srpske snage uništile su crkvu Svetog Petra i Pavla i Buconjićev nadgrobni spomenik. Njegovi posmrtni ostaci ekshumirani su i preneseni u fratarsku grobnicu na groblju u Šoinovcu. U obnovljenu crkvu Svetog Petra i Pavla u Mostaru, 2022. godine, vraćeni su njegovi posmrtni ostaci. Također, postavljeni su i ostaci spomen-ploče koja se nalazila u staroj crkvi.

### Nasljedstvo
Nakon Buconjićeve smrti, prema odredbama kanonskog prava, 19. prosinca 1910. metropolit nadbiskup Josip Stadler imenovao je Lazarevića upraviteljem u duhovnim pitanjima dviju hercegovačkih biskupija. Materijalnu skrb o biskupijama dobio je Glavaš, koji je svojim položajem dodatno obogatio Hercegovačku franjevačku provinciju. Stadler je obavijestio vladu u Beču o svojim imenovanjima i predložio Ivana Šarića, Tomu Igrca i Ivana Dujmušića kao kandidate za novog biskupa u Mostaru, napominjući da je promotrio i neke i hercegovačke franjevce, ali po svojoj savjesnosti nije mogao predložiti nijednog od njih. Njegovi su prijedlozi brzo odbačeni jer su austrougarske vlasti preferirale franjevce nad dijecezanskim svećenstvom i željele da franjevac bude novi biskup.
Iako je Rim podržao Buconjićeva prvoga izbornika Lulića, nakon Buconjićeve smrti austrougarske vlasti Lulića nisu smatrale ozbiljnim kandidatom. Rim nije podržao izbor Beča da se za biskupa imenuje Mišić zbog njegovog sukoba s nadbiskupom Stadlerom te su počeli tražiti svoje kandidate. Nakon sukoba oko kandidata za biskupa u Mostaru, austrougarske vlasti su 5. siječnja 1912. po drugi put Rimu službeno predložile Mišića. Papa je prihvatio prijedlog pa je Burián zatražio od cara da imenuje Mišića, što je car i učinio 14. veljače. Papa je Mišića proglasio novim biskupom 29. travnja 1912. godine.

## Spisateljska djelatnost
Fra Radoslav Glavaš, biskupov tajnik, navodi 5 objavljenih Buconjićevih djela:
- „Govor prigodom tisućljetnog slavovanja ss. slavjanskih apostolah Cirila i Metoda” (1863.)
- „Kratak pregled pritužaba glavnih povoda ustanaka kršćanskog puka u Hercegovini” [„Un cenno semplice sui gravami, causa principale dell’insurrenzione delle popolazioni cristiane in Ercegovina”] (1875.)
- „Pastirnica svećenstvu i vjernomu puku” (1880.)
- „Okružnica o kršćanskoj ženidbi” (10. ožujka 1888.)
- „Šematizam biskupije Mostarsko-duvanjske i Mrkansko-trebinjske za godinu 1892.” [„Schematismus dioecesium Mandertriensis et Dumnensis itemque Marcano - tribuniensis pro anno 1892.”] (1892.)

Fra Dominik Mandić mu pripisuje i:
- „Šematizam biskupije Mostarsko-duvanjske i Mrkansko-trebinjske za godinu 1892.” [„Schematismus dioecesium Mandertriensis et Dumnensis itemque Marcano - tribuniensis pro anno 1899.”] (1899.)

Također, sačuvano je 12 okružnica od kojih su neke u tiskanom obliku slane svećenstvu, dok su druge ostale u rukopisu.

## Počasti

### Odlikovanja
- Zapovjednički križ sa zvijezdom Reda Franje Josipa.

### Ulice
- Ulica fra Paškala Buconjića u Grudama.[111]

- Ulica Biskupa Buconjića u Mostaru.

- Ulica Paškala Buconjića u Zagrebu.

### Ostalo
- Zbog zaslužnog rada i pomaganja na socijalnom i kulturnom polju prozvan je „Mecena”, a zbog svoga odlučnog političkog držanja „hrvatski Leonida”.[112]

- Spomenik biskupu Buconjiću ispred Crkve sv. Mihovila Arkanđela u Drinovcima.[113]

- Dvorana duhovnog centra „Biskup fra Paškal Buconjić” u samostanu Školskih sestara franjevki Krista Kralja provincije Svete Obitelji u Bijelom Polju.[114]

- Okrugli stol: Život i djelo biskupa fra Paškala Buconjića. U prigodi 100. obljetnice njegove smrti, Grude, 2010.[115]

### Knjige
- Detrez, Raymond. 2015. Reluctance and Determination.   Ruthner, Clemens; Reynolds Cordileone, Diana; Reber, Ursula; Detrez, Raymond (ur.). Wechsel Wirkungen: Austria-Hungary, Bosnia and Herzegovina and the Western Balkans, 1878–1918. Peter Lang. New York. ISBN 9780820497259
- Džaja, Srećko. 2002. Bosna i Hercegovina u austrougarskom razdoblju (1878 – 1918). ZIRAL. Mostar. ISBN 9958370298
- Goluža, Božo. 2005. Don Vide Putica.   Goluža, Božo (ur.). Svjedoci vjere i rodoljublja. Crkva na kamenu. Mostar.
- Hoare, Marko Attila. 2007. The History of Bosnia: From the Middle Ages to the Present Day. Saqi. London. ISBN 9780863569531
- Jolić, Robert. 2012. Šematizam Hercegovačke franjevačke provincije 2012. godine. Hercegovačka franjevačka provincija Uznesenja BDM. Mostar. ISBN 9789958876080
- Laszowski, Emilij, ur. 1925. Znameniti i zaslužni Hrvati te pomena vrijedna lica u hrvatskoj povijesti od 925–1925. Odbor za izdavanje knjige „Zaslužni i znameniti Hrvati 925–1925.”. Zagreb.
- Malbaša, Ante. 1940. Hrvatski i srpski nacionalni problem u Bosni za vrijeme režima Benjamina Kallaya. 1. Tisak Građanske tiskare. Zagreb.
- Mužić, Ivan. 1969. Hrvatska politika i jugoslavenska ideja. Ivan Mužić. Zagreb.
- Pandžić, Bazilije. 2001. Hercegovački franjevci – sedam stoljeća s narodom (PDF). ZIRAL. Mostar–Zagreb.
- Perić, Marko. 1986. Život i rad mostarsko-duvanjskih i trebinjsko-mrkanskih biskupa u zadnjih 100 godina.   Babić, Petar; Zovkić, Mato (ur.). Katolička crkva u Bosni i Hercegovini u XIX i XX stoljeću: povijesno-teološki simpozij prigodom stogodišnjice ponovne uspostave redovite hijerarhije u Bosni i Hercegovini. Vrhbosanska visoka teološka škola. Sarajevo.
- Perić, Marko. 2002. Hercegovačka afera: pregled događaja i važniji dokumenti. Biskupski ordinarijat Mostar. Mostar.

### Članci
- Jolić, Robert. 2011. Pisano djelo biskupa Buconjića (PDF). Susreti. Matica hrvatska. Grude.  (5): 346–365
- Krešić, Milenko. 2015. Povijesno-pravne činjenice o Mrkanskoj biskupiji. Vrhbosnensia. Katolički bogoslovni fakultet, Univerzitet u Sarajevu. Sarajevo. 15 (1): 31–43
- Marić, Ante. 2010. Nama je Bog sve, a ljubav uzdarje (PDF). Susreti. Matica hrvatska. Grude.  (4): 221–233
- Marić, Ante. 2011. Fra Paškal utemeljitelj visokog školstva u Hercegovini (PDF). Susreti. Matica hrvatska. Grude.  (5): 337–340
- Nikić, Andrija. 2011. Čuvodržavnik-kustod Fra Paškal Buconjić (1874.–1879.) i oslobođenje Hercegovine (i Bosne) 1875.–1878. godine (PDF). Susreti. Matica hrvatska. Grude.  (5): 366–404
- Nikić, Andrija. 2019. Samostani humačkih franjevaca (PDF). Susreti. Matica hrvatska. Grude.  (13): 210–292
- Pandžić, Bazilije. 2005. Pisci hercegovačke franjevačke zajednice (PDF). Znanstveno-stručni skup Sto godina nove crkve na Širokom Brijegu. Franjevački samostan Široki Brijeg. Široki Brijeg. : 161–188
- Pandžić, Bazilije. 2011. Fra Paškal Buconjić i Drinovci (PDF). Susreti. Matica hrvatska. Grude.  (5): 341–345
- Perić, Ratko. 2009. Imenovanje don Petra Čule mostarsko-duvanjskim biskupom (PDF). Službeni vjesnik biskupija Mostarsko-duvanjske i Trebinjsko-mrkanske. Biskupski ordinarijat Mostar. Mostar.  (1): 77–89
- Perić, Ratko. 2011a. Stota obljetnica smrti biskupa Buconjića (PDF). Službeni vjesnik. Biskupski ordinarijat Mostar. Mostar.  (1): 106–107
- Perić, Ratko. 2011b. Biskupijske granice (PDF). Službeni vjesnik. Biskupski ordinarijat Mostar. Mostar.  (3): 282–286
- Šarac, Ivica. 2009. Hrvatstvo i jugoslavenstvo među hercegovačkim franjevcima do 1918. godine. Hercegovina. Filozofski fakultet Sveučilišta u Mostaru. Mostar. 2: 109–140
- Tomas, Srećko. 2019. Biskup fra Paškal Buconjić prije 130 godina posvetio Sarajevsku katedralu (PDF). Susreti. Matica hrvatska. Grude.  (13): 153–177
- Vrankić, Petar. 2016. Izbori i imenovanja biskupa u Hercegovini u doba austro-ugarske vladavine (1878. – 1918.) na primjeru biskupa fra Paškala Buconjića. Hercegovina. Filozofski fakultet Sveučilišta u Mostaru. Mostar. 2: 109–140
- Vrankić, Petar. 2018. Izbori i imenovanja biskupa u Hercegovini u doba austro-ugarske vladavine (1878. – 1918.) na primjeru biskupa fra Alojzija Mišića. Hercegovina. Filozofski fakultet Sveučilišta u Mostaru. Mostar. 4: 243–286

### Mrežna sjedišta
- Paškal Buconjić, OFM (1881.-1910.). Mostarsko-Duvanjska i Trebinjsko-mrkanjska biskupija. Inačica izvorne stranice arhivirana 31. prosinca 2021. Pristupljeno 27. srpnja 2018.CS1 održavanje: bot: nepoznat status originalnog URL-a (link)
- Lokacije biračkih mjesta. Službena stranica Općine Grude. Pristupljeno 12. kolovoza 2022.
- Spomen obilježja. Službena stranica Općine Grude. Pristupljeno 17. srpnja 2022.
- Duhovni centar „Biskup fra Paškal Buconjić”. Službena stranica Školskih sestara franjevki Krista Kralja provincije Svete Obitelji u Bijelom Polju. Pristupljeno 17. srpnja 2022.
- Okrugli stol. Matica Hrvatska, Ogranak Grude. Pristupljeno 17. srpnja 2022.

## Vanjske poveznice
Ostali projekti
|  | Zajednički poslužitelj ima još gradiva o temi Paškal Buconjić |
|  | Wikicitati imaju zbirke citata o temi Paškal Buconjić         |

Mrežna sjedišta
- Životopis na stranicama Mostarsko-duvanjske i Trebinjsko-mrkanske biskupije

| Titule u Katoličkoj Crkvi  | Titule u Katoličkoj Crkvi                                    | Titule u Katoličkoj Crkvi             |
| -------------------------- | ------------------------------------------------------------ | ------------------------------------- |
| prethodnik Andrija Karačić | Kustod Hercegovačke franjevačke kustodije 1874.–1879.        | nasljednik Marijan Zovko              |
| prethodnik Anđeo Kraljević | Apostolski vikar za Hercegovinu 1880.–1881.                  | nasljednik ukinuto                    |
| prethodnik Vincenzo Bracco | Naslovni biskup magedski 1880.–1881.                         | nasljednik Juan Francisco Bux y Loras |
| prethodnik uspostavljeno   | Biskup mostarsko-duvanjski 1881.–1910.                       | nasljednik Alojzije Mišić             |
| prethodnik Mato Vodopić    | Trajni apostolski upravitelj trebinjsko-mrkanski 1890.–1910. | nasljednik Alojzije Mišić             |